# Manuel Antonio Mercado
Manuel Antonio Mercado y de la Paz (1838-1909). Nació en La Piedad de Cabadas, Michoacán, México, el 28 de enero de 1838 y murió en Ciudad de México, el 9 de junio de 1909. En 1861 termina la carrera de licenciado en Leyes en la capital de México y retorna a su ciudad natal, donde más tarde se le confiere el cargo de oficial mayor de la Secretaría de Gobierno del Estado, y es posteriormente elegido diputado al Congreso de la Unión en representación de dicho Estado. Desempeñó con extrema pulcritud diversos cargos en los Tribunales de Justicia y en el gobierno. En 1882 fue nombrado por el presidente de la República como subsecretario de Gobernación, cargo que mantuvo durante largos años; además fue vicepresidente de la Academia Mexicana de Jurisprudencia, secretario del Colegio Nacional de Abogados y secretario del Gobierno del Distrito Federal. Fue, según sus contemporáneos, hombre de gran humanidad, bondadoso y afable.

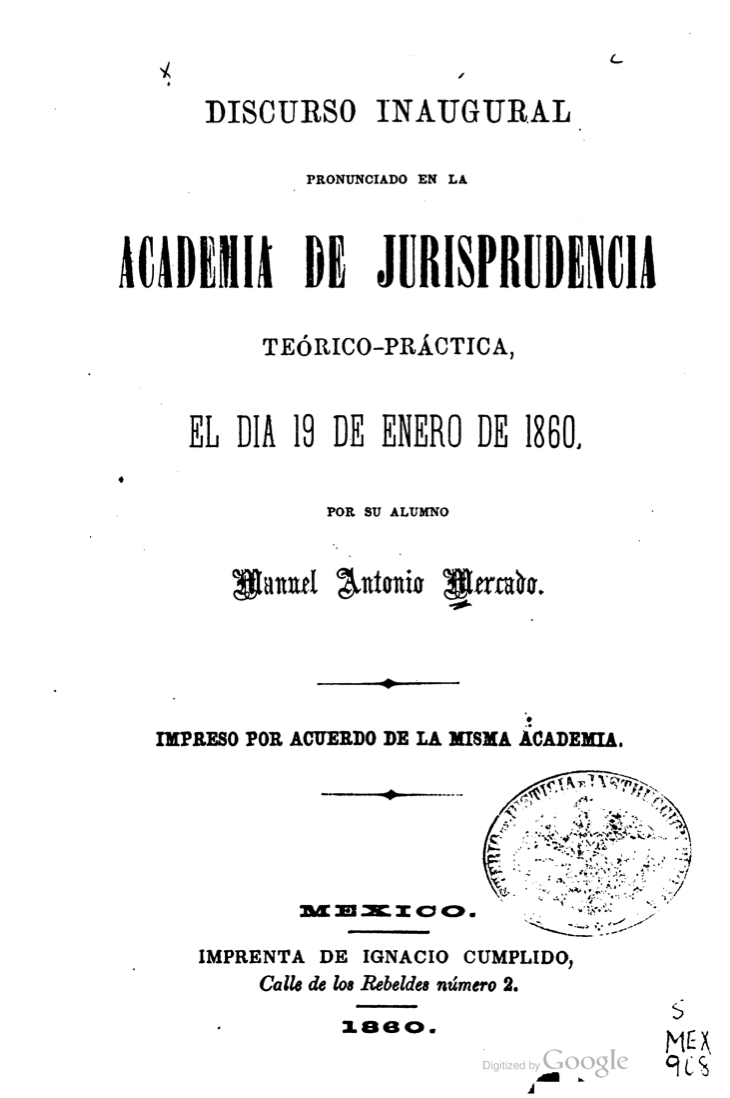
Portada del discurso del abogado Mercado en la Academia de Jurisprudencia

A comienzos de 1875, al arribar José  Martí a México, Mercado residía en la casa contigua a la de don Mariano Martí, padre del héroe, por lo que pronto se conocen y comienza así una amistad que perduraría toda la vida. Lo ayudó en muy difíciles situaciones y fue su más fiel e íntimo confidente. Conservó amorosamente más de un centenar de cartas que Martí le escribiera, por lo que, gracias a ello, se han conocido valiosísimos aspectos de la vida y el pensamiento del héroe cubano.
- Datos: Q6752396
- Multimedia: Manuel Antonio Mercado / Q6752396